# Leichtmofa

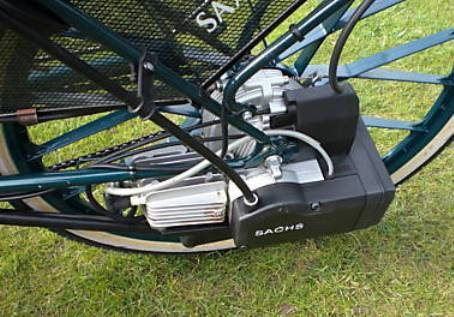
Sachs-301-Motor

Als Leichtmofa wird ein Mofa (motorisiertes Fahrrad) bezeichnet, das bei einer Höchstgeschwindigkeit von 20 km/h von der Helmpflicht befreit ist. Dabei wird zwischen Leichtmofas mit Fahrrad-Merkmalen und Leichtmofas mit Mofa-Merkmalen unterschieden.

## Merkmale
Die Vorgaben für Leichtmofas mit Fahrrad-Merkmalen sind:
- Leergewicht: maximal 30 kg
- Radgröße: zwischen 26 und 28 Zoll
- Reifenbreite: maximal 1,75 Zoll
- Länge der Tretkurbel: mindestens 169 mm

Die Vorgaben für Leichtmofas mit Mofa-Merkmalen sind:
- Motorisierung: maximal 30 cm³ Hubraum, maximal 0,5 PS (0,4 kW) Leistung
- bauartbedingte Höchstgeschwindigkeit 20 km/h
- Geräuschpegel maximal 65 db (A)

Die rechtliche Grundlage für das heutige Leichtmofa ist die Leichtmofa-Ausnahmeverordnung (StVRAusnV) vom 26. März 1993, deren Vorläufer die erste Leichtmofa-Ausnahmeverordnung vom 26. Februar 1987 war, die am 28. Februar 1990 außer Kraft trat.

## Verkehrsrecht
Das Leichtmofa ist in Deutschland verkehrsrechtlich ein Mofa, die rechtlichen Details sind im dortigen Artikel aufgeführt.
Hat das Leichtmofa einen Elektroantrieb, dann ist es gleichzeitig ein E-Bike, das am 14. Dezember 2016 in § 39 Abs. 7 StVO eingeführt worden ist und wie folgt definiert wird: "Einsitzige zweirädrige Kleinkrafträder mit elektrischem Antrieb, der sich auf eine bauartbedingte Geschwindigkeit von nicht mehr als 25 km/h selbsttätig abregelt".
Außerorts dürfen Radwege benutzt werden, innerorts nur, wenn sie explizit für Mofa freigegeben sind; dies gilt unabhängig von der Antriebsart.

## Beispiele
Die bislang einzigen Leichtmofas mit Verbrennungsmotor in Deutschland waren die Saxonette mit dem Sachs-301-Motor und Panther Baby aus den Braunschweiger Panther Fahrradwerken.
Das E-Bike A2B „Metro“ von Ultra Motor (Taiwan) ist ebenfalls als Leichtmofa mit Fahrrad-Merkmalen eingestuft. Mit Elektroantrieb erreicht es 20 km/h, mit Tretunterstützung sind über 35 km/h möglich.
Escooter oder Elektroroller mit Sitz wie der Wandler K/E" von Wandler Elektroroller sind als Leichtmofa mit Mofa-Merkmalen eingestuft, wenn der Elektromotor maximal 500 Watt hat und die Geschwindigkeit auf 20 km/h begrenzt ist.

## Belege
1. ↑  Verordnungen über Ausnahmen von Straßenverkehrsrechtlichen Vorschriften. BGBl. I 1993, 395. StVRAusnV.
2. ↑  Bundesgesetzblatt Nr. 17 vom 12. März 1987, Seite 755 und 756.
3. ↑  Erste Verordnung zur Änderung der Straßenverkehrs-Ordnung, am 13. Dezember 2016 im Bundesgesetzblatt verkündet, seit 14. Dezember 2016 in Kraft.
4. ↑  Emotion-technologies.de. Abgerufen am 24. April 2022.
5. ↑  Wandler-Elektroroller.de. Abgerufen am 22. Juni 2023.